# Квартет Амиго
Квартет Амиго или Voice је била српска синхронизацијска трупа. Били су најактивнији током 1990-их и раних 2000-их. Након 2009. године када су радили „Душко Дугоушко на леду” нису се више појављивали. Радили су телевизијске и VHS/DVD синхронизације.

## Историја
Група Voice основана је 1994. године. Каријеру почели су синхронизацијом цртане серије Нинџа корњаче за First production. Радили су у студију Небојше Буровића који је био тон мајстор Студија Б, где су се он и Горан Пековић и упознали. Специфичност рада ове трупе огледала се у групном а не појединачном снимању гласова глумаца уз потпуно хватање синхронитета. Након низа серија и дугометражних филмова за First production, почели су дугорочну сарадњу са каналом БК ТВ и дистрибутерском кућом Tuck. Надимак „Квартет Амиго” је настао као шала током сарадње са музичарем Жељком „Амигом” Пливелићем под чијом диригентском палицом су ови глумци први пут и певали песме за цртане филмове. За потребе филма Свемирски баскет проширили су екипу и постали први гласовно потврђени глумци компаније Warner Bros. Касније су под лиценцом Warner Bros. радили и Чаробни мач: У потрази за Камелотом, Краљ и ја и Том и Џери: Филм. Били су најактивнији током 1990-их и 2000-их. Након 2009. године када су радили „Душко Дугоушко на леду” се више нису појављивали заједно. Горан Пековић због професионалних обавеза престаје да се бави синхронизацијом а остали чланови су самостално наступали у више дугометражних цртаних филмова. Радили су телевизијске, биоскопске и VHS/DVD синхронизације.

## Сарадња

### Студији:
- Мириус

### ТВ канали:
- БК телевизија
- РТВ Пинк
- Хепи ТВ
- Минимакс ТВ
- РТС
- Пинк кидс
- Пинк супер кидс
- ТВ Кошава
- Пинк 2
- РТВ
- Канал Д
- ТВ5 Ужице
- Филм клуб
- Филм клуб екстра
- Филмакс јуниор
- Студио Б
- РТВ Врање
- СТВ
- ТВ Делта
- РТВ Маг
- РТК Крушевац

### Издавачке кућe:
- Полидор

## Синхронизације
| Цртани филм                                                                         | Емитовање |
| ----------------------------------------------------------------------------------- | --- |
| Три лакрдијаша                                                                      | издања |
| Гамби                                                                               | издања |
| Морнар Попај                                                                        | издања |
| Габи                                                                                | издања |
| Мала Лулу                                                                           | издања |
| Бети Буп                                                                            | издања |
| Разни класични цртани филмови (Screen Songs, Макс Флајшер, Bailey-Films Inc. и др.) | издања |
| Тао Тао                                                                             | премијера |
| Петар у чаробној земљи                                                              | премијера |
| Нилсова чаробна авантура                                                            | премијера |
| Медведићи доброг срца                                                               | РТВ БК |
| Марко Мама не одлази                                                                | премијера |
| Ајванхо                                                                             | Хепи ТВ РТВ БК |
| Алфред Џонатан Квак                                                                 | РТВ БК |
| Астерикс у Британији                                                                | премијера |
| Астерикс Гал                                                                        | премијера |
| Бејблејд                                                                            | издања Канал Д Хепи ТВ РТС 2 РТВ Маг                                                                                 |
| Бетмен: Анимирана серија                                                            | РТВ БК |
| Пустоловине са Дигимонима                                                           | издања РТВ Пинк Пинк кидс                                                                                            |
| Пустоловине са Дигимонима 02                                                        | издања РТВ Пинк Пинк кидс                                                                                            |
| Сандокан                                                                            | РТВ БК |
| Мали летећи медведићи                                                               | издања РТВ БК РТС 2 РТВ Пинк Пинк кидс ТВ5 Ужице Филм клуб Филм клуб екстра Филмакс јуниор ТВ Делта СТВ РТК Крушевац |
| Дино Бебе                                                                           | РТВ БК |
| Екшн мен (2000)                                                                     | РТВ БК |
| Екшн мен (1995)                                                                     | РТВ БК |
| Екшн Мен: Напад робота                                                              | премијера Хепи ТВ |
| Икс-мени                                                                            | РТВ БК |
| Изногуд                                                                             | РТВ БК РТС 1 |
| Конанове авантуре                                                                   | РТВ БК Студио Б |
| Краљ и ја                                                                           | премијера |
| Магичне авантуре Квазимода                                                          | премијера Хепи ТВ РТВ Врање                                                                                          |
| Мајстор Боб                                                                         | издања Хепи ТВ ТВ Кошава Канал Д Минимакс ТВ                                                                         |
| Месечева ратница                                                                    | РТВ БК |
| Џепни Змајеви                                                                       | РТВ БК |
| Мистерије Провиденса                                                                | Хепи ТВ РТВ БК Минимакс ТВ                                                                                           |
| Млади мутанти нинџа корњаче                                                         | премијера РТВ БК РТВ Пинк                                                                                            |
| Најлепше бајке света                                                                | премијера издања Пинк кидс РТС 1 Пинк супер кидс РТВ Пинк Пинк 2 РТВ 1 Хепи ТВ Филм клуб екстра Филм клуб            |
| Повратак на чаробну планету Гаја                                                    | РТВ Пинк |
| Робинзон Сукро                                                                      | РТВ БК |
| Нови свет Гнома                                                                     | РТВ БК |
| Породица Кременко                                                                   | РТВ БК |
| Свемирски баскет                                                                    | РТВ БК |
| Симсала Грим (само С2 Еп 8 и 10)                                                    | премијера Минимакс ТВ                                                                                                |
| Снежана и седам патуљака (војс-овер)                                                | РТВ БК |
| Тејл спин                                                                           | РТВ БК |
| Том и Џери: Филм                                                                    | премијера |
| Урмел                                                                               | РТВ БК |
| Јоланда                                                                             | премијера БК ТВ |
| Скуби-Ду                                                                            | премијера |
| Анабелина жеља                                                                      | премијера |
| Чаробни мач: У потрази за Камелотом                                                 | премијера |
| Жирко Храстић                                                                       | РТВ БК |
| Кловн Чарли                                                                         | РТВ БК |
| Софијине враголије                                                                  | РТВ БК |
| Бабауланци                                                                          | РТВ БК |
| Пчелица Мики                                                                        | РТВ БК |
| Бобијев свет                                                                        | РТВ БК |
| Динки, мали диносаурус                                                              | РТВ БК |
| Прича о два мачета                                                                  | РТВ БК |
| Пиф и Херкул                                                                        | РТВ БК |
| Тајгине авантуре                                                                    | РТВ БК |
| Алвин и његови даброви                                                              | РТВ БК |
| Твитијеве авантуре у високом лету                                                   | РТВ БК |
| Клинци у дивљини                                                                    | - |
| Нецивилизовани Торнберијеви                                                         | - |
| Хеј Арнолде: Филм                                                                   | - |
| Авантуре Џонија Квеста                                                              | РТВ БК |
| Огњени змајеви                                                                      | РТВ БК |
| Авантуре у Одисеји                                                                  | РТВ БК |
| Пчелица Маја                                                                        | РТВ БК |
| Бетмен - Маска Фантазма                                                             | премијера |
| Снежанин Божић                                                                      | РТВ БК |
| Црни Лепотан                                                                        | РТВ БК |
| Гвоздени џин                                                                        | премијера |
| Денис напаст                                                                        | РТВ БК |
| 10 + 2                                                                              | РТВ БК |
| Миш Ђиђо                                                                            | РТВ БК |
| Тојотин свет природе                                                                | РТВ БК |